# Lougou
Lougou è un arrondissement del Benin situato nella città di Ségbana (dipartimento di Alibori) con 9 827 abitanti (dato 2006).